# Дарт Мол
Дарт Мол (англ. Darth Maul) (впоследствии просто Мол) (англ. Maul) — персонаж медиафраншизы «Звёздные войны», тёмный владыка ситхов, бывший ученик Дарта Сидиуса. Появляется в фильмах «Звёздные войны. Эпизод I: Скрытая угроза» и в «Хан Соло. Звёздные войны: Истории» (в виде голограммы) (его роль исполнил специалист по боевым искусствам Рэй Парк, а озвучил британский актёр Питер Серафинович), в конце первого эпизода Мол был перерублен пополам Оби-Ваном Кеноби. В мультсериале «Звёздные войны: Войны клонов» выясняется, что Мол не погиб, и его находит родной брат — Саваж Опресс. Также Мол присутствовал в мультсериале «Звёздные войны: Повстанцы», под конец второго сезона и в некоторых сериях третьего сезона. В серии «Солнца—близнецы» Мол встретился со своим заклятым врагом — Оби-Ваном Кеноби, и в своём немолодом (ему было примерно 52 года на момент его последней встречи с Кеноби) возрасте, как и его соперник, проиграл дуэль.

## История создания

### Прототип
В интервью Б. Мойерсу Джордж Лукас сказал, что в качестве прототипов злодеев использовались образы из прошлого. Сам Мойерс решил, что Мол напоминает дьявола из «Потерянного рая» или дантовского ада. Однако К. Ветмор указывает, что внешне Мол не похож на европейского дьявола, который у Мильтона часто прячет свои злые намерения под обликом святого, у Данте носит три лица, и у обоих авторов имеет крылья. По Ветмору, внешне Мол больше напоминает грим кумадори из японского театра кабуки с заменой белых полос на чёрные, обозначающие страх и насилие. Японские демоны («они») также изображаются в виде существ с красной кожей и рожками.

### Световой меч Мола
Мол — первый персонаж киносаги «Звёздные войны», который использовал двухклинковый световой меч. Изначально длина рукояти меча Мола была такой же, как у других световых мечей. Но Рэй Парк попросил удлинить её: «…сначала мне дали меч с обычной рукояткой, поэтому мне пришлось просить Джорджа сделать её больше. Иначе было бы очень сложно выполнять всякие трюки с активированным вторым клинком, мне приходилось держать его вот так [показывает, как близко оказывались руки на рукоятке]. Вот почему я был недоволен своим световым мечом. После исправления рукоятки я смог делать очень впечатляющие акробатические движения».

## Биография
Мол — первый известный ученик Дарта Сидиуса. Он — забрак, родившийся на планете Датомир, но о своей родине и семье он не помнит, поскольку был похищен Дартом Сидиусом в раннем детстве.
Во время событий «Эпизода I: Скрытая угроза» ситх был послан для захвата королевы Амидалы и уничтожения двух джедаев, Квай-Гон Джинна и Оби-Вана Кеноби, направленных Галактической Республикой для устранения конфликта и защиты королевы. Молу не удалось выполнить свою задачу на Татуине, поскольку Квай-Гон избежал поединка с ним и покинул планету.
По прибытии на Набу, полный ненависти и жажды мести, воин-ситх сразу же направился на бой с двумя джедаями, проигнорировав королеву и позволив ей сбежать. После того, как учитель и падаван разделились, Мол убил Джинна. Однако излишняя самоуверенность, распространённая среди ситхов, привела к поражению самого Мола в дуэли с Оби-Ваном. Молодой падаван, полный желания отомстить за смерть учителя, яростным ударом разрубил Мола пополам, и рассечённое тело забрака рухнуло в шахту.
После дуэли он выжил, бежал на планету свалку Лотто-Минор, прожил там около 10 лет и заболел шизофренией. Во время Войн клонов его нашёл родной брат, Саваж Опресс, и они пытались мстить Кеноби (на протяжении 4—5 сезонов мультсериала), но Мол был захвачен Сидиусом, бывшим учителем, а Саваж Опресс был убит в дуэли с Сидиусом. В седьмом и последнем сезоне «Войн клонов», Мол продолжал возглавлять свой преступный клан, состоящий из Чёрного Солнца, Синдиката Пайков и Багрового Рассвета, а также правил на Мандалоре до момента, когда Бо-Катан, обратившись за помощью к Галактической Республике, чтобы свергнуть его, начала осаду. Во время Осады Мандалора (действие которой происходит во время «Мести ситхов»), фракция Бо-Катан и часть 501-го легиона клонов, под руководством Асоки Тано и командера Рекса, атакуют силы Мола на Мандалоре, чтобы вывести его из укрытия. Мол, предвидя предстоящие события, приказывает своим компаньонам укрыться. В ходе столкновения с Асокой, Мол делится с ней своими видениями, рассказывая, что Дарт Сидиус уничтожит как Республику, так и Орден джедаев, и предлагает ей объединиться, чтобы попытаться остановить его. Однако, когда Мол раскрывает, что её бывший наставник, Энакин Скайуокер, будет обращён на тёмную сторону Сидиусом, и что он надеялся убить Энакина, чтобы не допустить этого, Асока вступает с ним в дуэль, в результате которой Мол попадает в плен. Мол был заключён в мандалорское устройство, нейтрализующее силу, и отправлен на Корусант для суда. Однако во время перевозки Сидиус отдаёт Приказ 66, который заставляет клонов предать своих джедайских генералов. Мол чудом избегает смерти, и Асока спасает и освобождает его, чтобы он отвлёк клонов, пока она и Рекс (которого Асока избавила от чипа-ингибитора) пытаются сбежать. Мол уничтожает всех клонов, что встали у него на пути. Однако во время своей резни Мол повреждает гипердвигатель, что приводит к крушению корабля на луне. Он не пытается спасать Асоку и улетает на её шаттле, когда как Асока и Рекс находят альтернативный выход с корабля до его крушения.
Позднее, Мол эпизодически появился в фильме Хан Соло, где его озвучил Сэм Уитвер, который озвучивал Мола в Войнах клонов
Спустя около 17 лет его нашли на планете Малакор. Там он искал Ситхский Голокрон, чтобы мстить всем своим врагам, но его план провалился. В конце концов он нашёл Оби-Вана Кеноби — своего заклятого врага на Татуине, и оба врага активировали свои мечи. Перед боем Мол вслух задумался, не будет ли лучше оставить Оби-Вана «гнить в своей убогости», а также спросил, зачем Кеноби прилетел именно на Татуин, намекнув на то, что Кеноби защищает Люка Скайуокера. Мол резко ударил два раза, но быстрый удар Оби-Вана разрубил рукоять меча Мола вместе с его грудью. Умирая, Мол упал на руки Кеноби, и спросил, действительно ли он защищает Избранного, на что Оби-Ван ответил утвердительно. Осознав, что конец ситхов уже близок, Мол сказал, что они будут отомщены (Люк вернёт Вейдера, тем самым загладив свою вину убийства Кеноби, а смерть Сидиуса отомстит за убийство Саважа и плен самого Мола), и скончался.

## Настоящее и ситское имя
В романе Джеймса Лусено «Дарт Плэгас» утверждается, что Мол (без «Дарт») — подлинное имя забрака. Оно может быть производным от португальских слов «mau» (рус. злой) и «mal» (зло). Его имя также могло произойти от английского «maul» (с англ. — «Булава или удар, нанесённый ею» Сейчас слово «maul» используют для описания тяжёлой киянки, тяжёлого деревянного молота или кувалды). Возможно, в этом имени также отражена манера боя: Мол наносит удары быстро и под разными углами. Вероятно и то, что Дарт Сидиус дал своему ученику символическое имя «кувалды», которая разобьёт существующий порядок вещей.
Однако есть ещё один вариант перевода слова «maul» — жестоко избивать, калечить, терзать. Такое значение близко к ситскому имени другого ученика Сидиуса: графа Дуку — Дарт Тиранус, и к имени одного из Тёмных Лордов прошлого — Дарта Бейна. Так же в книге «Дарт Вейдер ученик Дарта Сидиуса» его называют Хамеир Сарин или же сокращено Кэмер..

## Образ в массовой культуре
Фигурка Мола была очень популярна среди других игрушек Hasbro по сюжету «Звёздных войн». Мол стал центром маркетинговой кампании по переизданию серии игрушек «Призрачная угроза». Персонаж был размещён на упаковке фигурок серии.
В 2000 году вышла игра Star Wars: Demolition, в которой роль Мола озвучил Джесс Харнелл.

## Критика и отзывы
Журнал IGN поставил Мола на 16-е место в списке лучших персонажей «Звёздных войн». Автор выпуска отметил, что «из многочисленных персонажей саги „Звёздных войн“ ни один не выглядел или действовал более злобно, чем Дарт Мол. Говорите о эпизоде I что хотите, но „смертельный балет“ Дарта Мола заставляет посмотреть фильм уже сейчас.»
Мол в исполнении Рэя Парка был номинирован на кинопремию MTV в номинациях лучший злодей и Лучший бой.

## Пародии
Мол, а также его световой меч часто выступали объектами пародии.
- В нескольких эпизодах мультсериала «Робоцып»
- В десятом хэллоуинском эпизоде «Симпсонов»
- В серии игр «Ratchet & Clank»
- В фильме «Шестой элемент»